# Joos de Momper

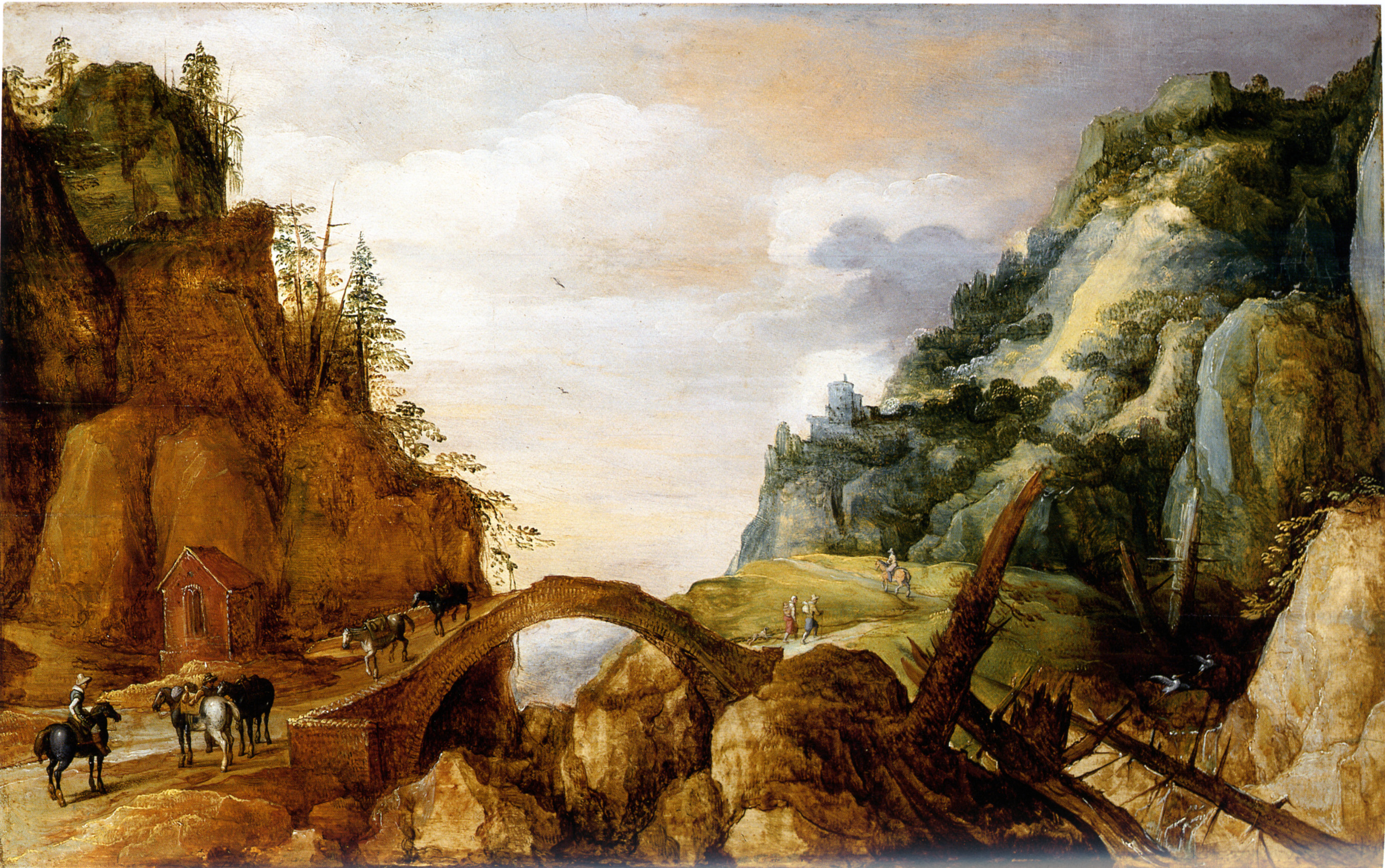
Krajobraz górski, 1601

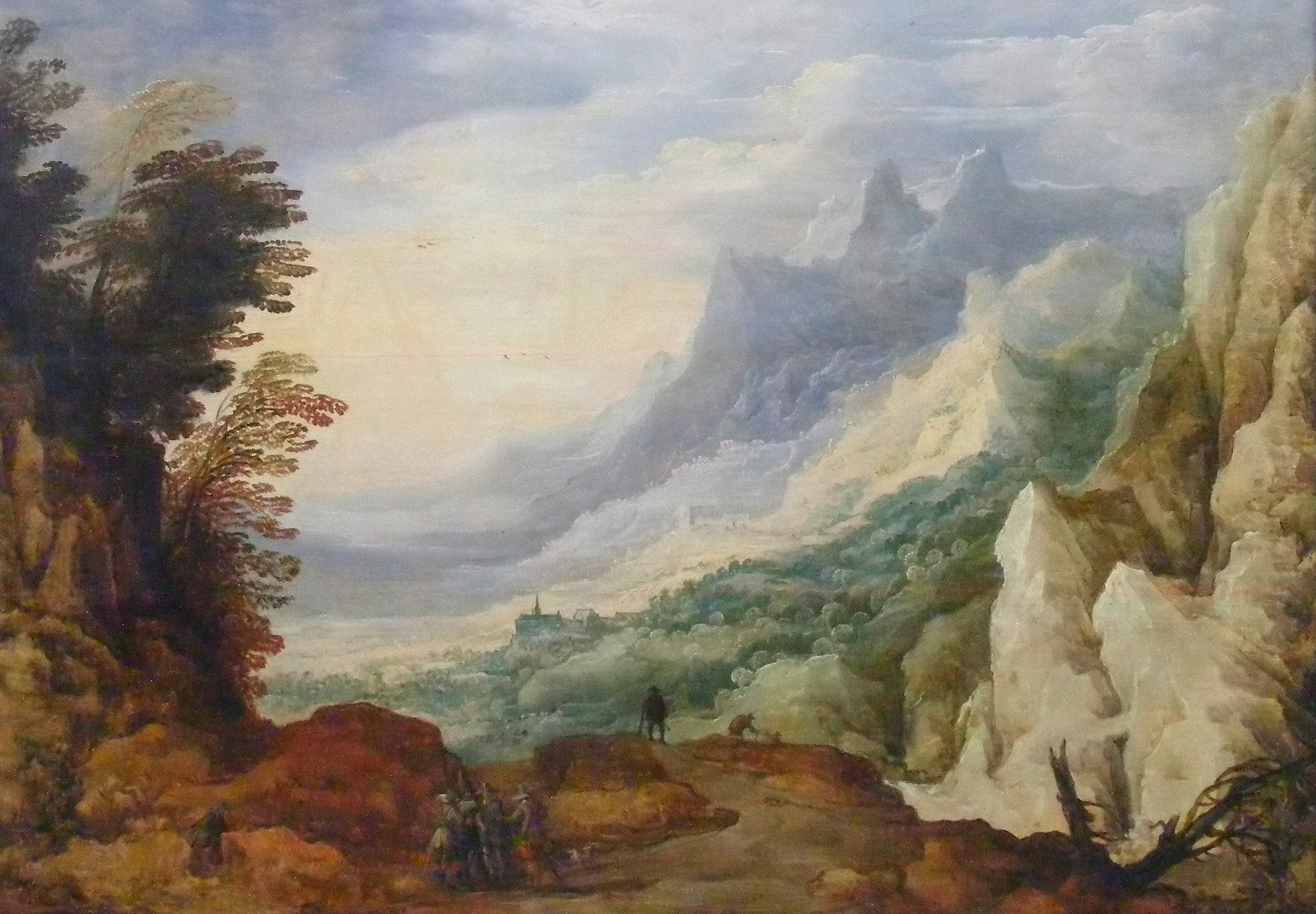
Zasadzka, 1622

Joos de Momper, również Josse de Momper II  lub młodszy (ur. 1564 w Antwerpii, zm. 5 lutego 1635 tamże) – flamandzki malarz pejzażysta.

## Życiorys
Urodził się w rodzinie o tradycjach artystycznych, jego dziadek Josse de Momper I (1516–59) był malarzem i handlarzem dziełami sztuki, ojciec Bartolomeus de Momper (ok. 1535, zm. po 1597) oprócz malarstwa zajmował się też rytownictwem.
W 1581 został przyjęty jako mistrz (wijnmeester) do antwerpskiej gildii św. Łukasza. Pod koniec lat dziewięćdziesiątych XVI w. odbył podróż do Włoch, odwiedzając Rzym, o czym świadczą jego rysunki i obrazy. W 1601 powrócił do Antwerpii, gdzie w 1610 był dziekanem gildii św. Łukasza.
Artysta był całe życie związany z Antwerpią i prowadził duży warsztat malarski. Jego dorobek oceniany jest na ponad 500 obrazów, jednak ze względu na fakt sporadycznego sygnowania obrazów, utrudniona jest ich atrybucja. Już za życia miał wielu naśladowców i licznych uczniów, m.in. dwóch synów Gasparda i Philipsa oraz Louisa de Caullery i Peetera Pope.
Liczne prace Mompera eksponowane są m.in. w Amsterdamie, Antwerpii, Berlinie, Wiedniu, Châlons-en-Champagne, Manchesterze i Oksfordzie. W Muzeum Narodowym w Warszawie znajdują się obrazy Krajobraz górski (nr inw. M.Ob. 821) i Krajobraz piaszczysty (nr inw. M.Ob. 377).

## Twórczość
Momper malował przede wszystkim pejzaże, jego ulubionym tematem były fantastyczne krajobrazy górskie. Malarz nie mógł ich malować z natury w nizinnej Flandrii, być może podczas podróży do Włoch widział Alpy i przebywał na terenach górskich. Twórczość artysty zaliczana jest do schyłkowego manieryzmu i naturalistycznego malarstwa niderlandzkiego XVII w. Na jego prace mieli wpływ Paul Bril, Pieter Bruegel (starszy) i Jacopo Tintoretto.
Artysta w swojej technice malarskiej stosował śmiałe i wyraziste pociągnięcia pędzla, praktycznie wykorzystywał zjawisko rozpraszania światła, stosując głęboką gradację kolorów. Na pierwszym planie używał barw ciepłych z przewagą brązów, które dość gwałtownie przechodziły przez zieleń do odcieni błękitu na dalszym planie. Dzięki temu jego panoramiczne obrazy zyskiwały na głębi i przestrzenności.